# John Wolcot

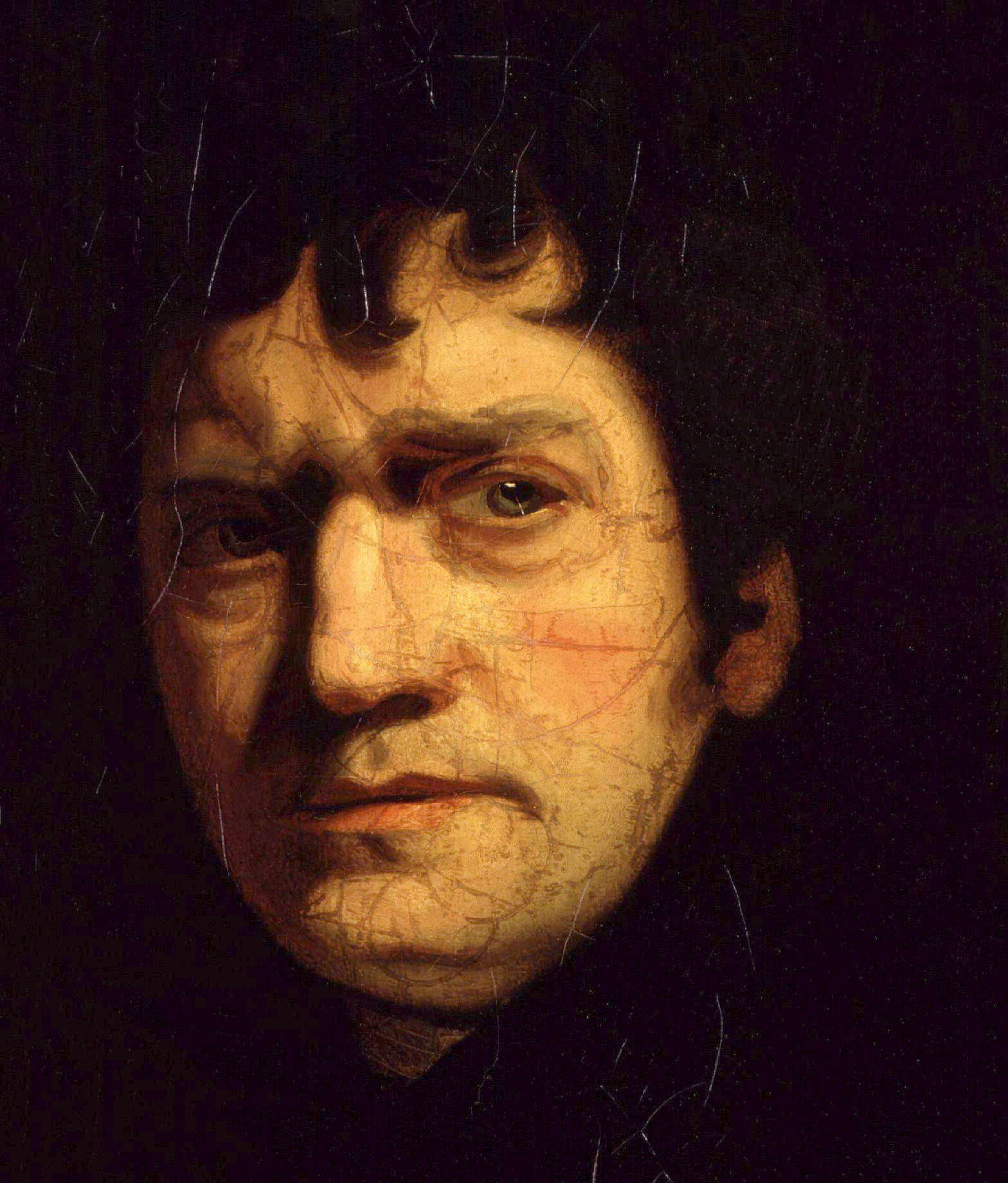
John Wolcot, gemalt von John Opie

John Wolcot (* 9. Mai 1738 in Dodbrooke in Devonshire; † 13. Januar 1819 in Somerstown) war ein englischer Satiriker, der unter dem Pseudonym Peter Pindar auftrat.

## Leben
John Wolcot besuchte die Schule in Bodmin, kam dann zu seinem Onkel, einem Wundarzt in Fowey (Cornwall), in die Lehre, bildete sich in London weiter und folgte 1768 dem Gouverneur Sir William Trelawey als Leibarzt nach Jamaika. Bald kehrte er nach England zurück, ließ sich zum Priester weihen und erhielt ein Pfarramt auf jener Insel.
Nach dem Tode des Gouverneurs begleitete er dessen Witwe nach England, wo er sich in Truro (Cornwall) als Arzt niederließ. Hier versuchte er sich zuerst in der Satire, verwickelte sich aber dadurch in Unannehmlichkeiten, die ihn veranlassten, 1778 nach London überzusiedeln, wo er bald ein gefürchteter Satiriker wurde. Im Alter erblindete er. Er wurde in der St Paul’s Cathedral beigesetzt.

## Werke
Wolcot richtete seine Angriffe zuerst gegen die königlichen Akademiker (Lyric odes to the royal academicians, 1782), machte dann aber auch die Schwächen des Königs Georg III. lächerlich, namentlich in der Lousiad (1787), einem komischen Epos, welches dadurch veranlasst war, dass der König, als er einst in einem Gericht junger Erbsen eine Laus entdeckte, Befehl gab, allen Küchenbediensteten die Haare abzuschneiden.
Von 1778 bis 1808 schrieb Wolcot über 60 dichterische Flugschriften und war so gefürchtet, dass das Ministerium versucht haben soll, ihn durch Bestechung zum Schweigen zu bringen. Gesammelt erschienen seine Satiren, die heute in England ihrer oft indezenten Sprache wegen kaum noch gelesen werden, London 1794–1801 und 1816 in 5 Bänden.